# Zarceomorpha
Zarceomorpha is een geslacht van rechtvleugeligen uit de familie krekels (Gryllidae). De wetenschappelijke naam van dit geslacht is voor het eerst geldig gepubliceerd in 1994 door Gorochov.

## Soorten
Het geslacht Zarceomorpha  is monotypisch en omvat slechts de volgende soort:
- Zarceomorpha abdita (Gorochov, 1994)